# Fastré de Cambron
 (août 2023).
Si vous disposez d'ouvrages ou d'articles de référence ou si vous connaissez des sites web de qualité traitant du thème abordé ici, merci de compléter l'article en donnant les références utiles à sa vérifiabilité et en les liant à la section « Notes et références ».
 (août 2023).
Le bienheureux Fastré de Cambron, né au début du XIIe siècle à Cambron-Casteau (Belgique) et décédé en 1163 à Paris, était un moine cistercien, abbé de Cambron et plus tard de Clairvaux et de Cîteaux. Dans le ménologe cistercien il est considéré comme bienheureux et il est liturgiquement commémoré le 21 avril. Dans le ménologe cistercien, il est considéré comme bienheureux et il est liturgiquement commémoré le 21 avril.

## Biographie
Né de bonne famille au château de Gaviamez, près de Cambron (comté de Hainaut), le jeune Fastré est attiré très jeune par la vie monastique et la personnalité de saint Bernard, alors particulièrement présent sur la scène européenne. À 15 ans il se rend à Clairvaux où il reçoit l’habit monastique de Saint Bernard lui-même.
L’abbé de Clairvaux le choisit pour diriger le groupe de 12 moines envoyés fonder l’abbaye de Cambron (1148). Fastré est de retour dans son pays natal, mais il n’y reste pas longtemps. 
À la mort de Robert de Bruges, successeur de saint Bernard à Clairvaux, c’est Fastré qui, après avril 1157, est élu (in absentia) troisième abbé de Clairvaux. Il hésite à accepter la charge, et se réfugie quelque temps dans une chartreuse.  Encouragé par une vision de la Vierge Marie, et au fait des devoirs que lui impose la Carta Caritatis des cisterciens, il y consent finalement. Alors que abbé à Clairvaux il écrit une lettre à un abbé de la filiation claravalienne, reprenant des paroles de Saint Bernard souvent citées par après : « Mon fils, si vous connaissiez les obligations des moines, vous ne mangeriez pas une bouchée de pain sans l’arroser de vos larmes ».
En 1161, Fastré de Cambron est élu abbé de Cîteaux, ce qui, en fait, le place à la tête de l’ordre cistercien tout entier. Il s’occupe activement de la canonisation de son maître spirituel, Bernard de Clairvaux, décédé en 1153.  C’est dans ce but qu’il se trouve à Paris en 1163 pour y rencontrer le pape Alexandre III. Saisi de fièvre et gravement malade, il reçoit la visite de Louis le Jeune, roi de France. Les derniers sacrements lui sont donnés par le pape lui-même. Fastré de Cambron meurt peu après.
Dans le ménologe cistercien, Fastré de Cambron est considéré comme bienheureux ; il est liturgiquement commémoré le 21 avril. 